# Schizodontus angustus
Schizodontus angustus är en skalbaggsart som beskrevs av Reé Michel Quentin och Jean François Villiers 1974. Schizodontus angustus ingår i släktet Schizodontus och familjen långhorningar.
Artens utbredningsområde är Madagaskar. Inga underarter finns listade i Catalogue of Life.